# 9M113 Konkurs
El misil antiblindados 9M113 Konkurs (en ruso: 9М113 «Конкурс»; cognado en francés: Concours; en español: "Concurso"), es un misil antitanque guiado por cable SACLOS soviético. La designación GRAU es "9M113", y la designación OTAN es AT-5 Spandrel.

## Desarrollo
El 9M113 Konkurs fue desarrollado por la oficina de diseño de la estatal KBP en su factoría de la ciudad de Tula. Su desarrollo se pensó para ser la siguiente generación de sistemas portátiles de misiles antiblindaje que usan el sistema de guiado SACLOS, tanto para el uso como misiles de tropa o unipersonales, montado en blindados, y el de antitanques. El sistema 9M113 Konkurs se desarrolló paralelamente al del sistema 9M111; dichos misiles usan tecnologías similares, difiriendo solamente en su tamaño.
La variante original del 9M113, dotada de una cabeza sencilla, puede llegar a penetrar hasta 600 mm de blindaje homogéneo laminado (RHA).
Dicho misil entró formalmente al servicio en 1974. Irán adquirió posteriormente su licencia de producción en 1991, e inició su producción como una copia, el Tosan (no debe confundirse con el Toophan), a mediados de la década del 2000.

## Descripción

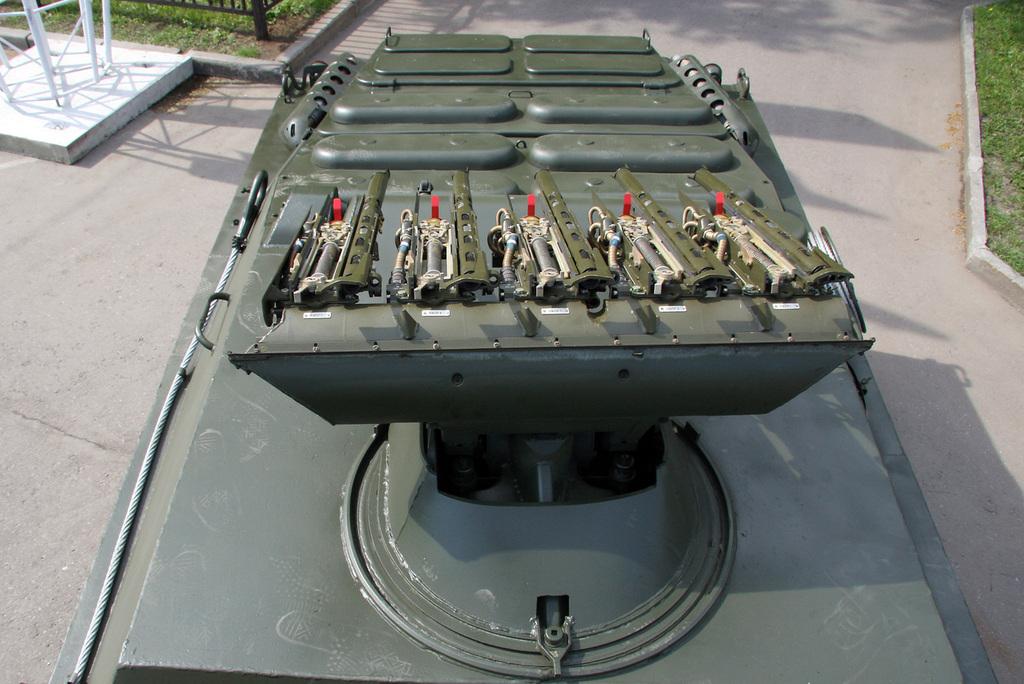
Varios 9M113 Konkurs dispuestos sobre rieles en una torreta, los cuales van montados sobre el techo de un vehículo 9P148.

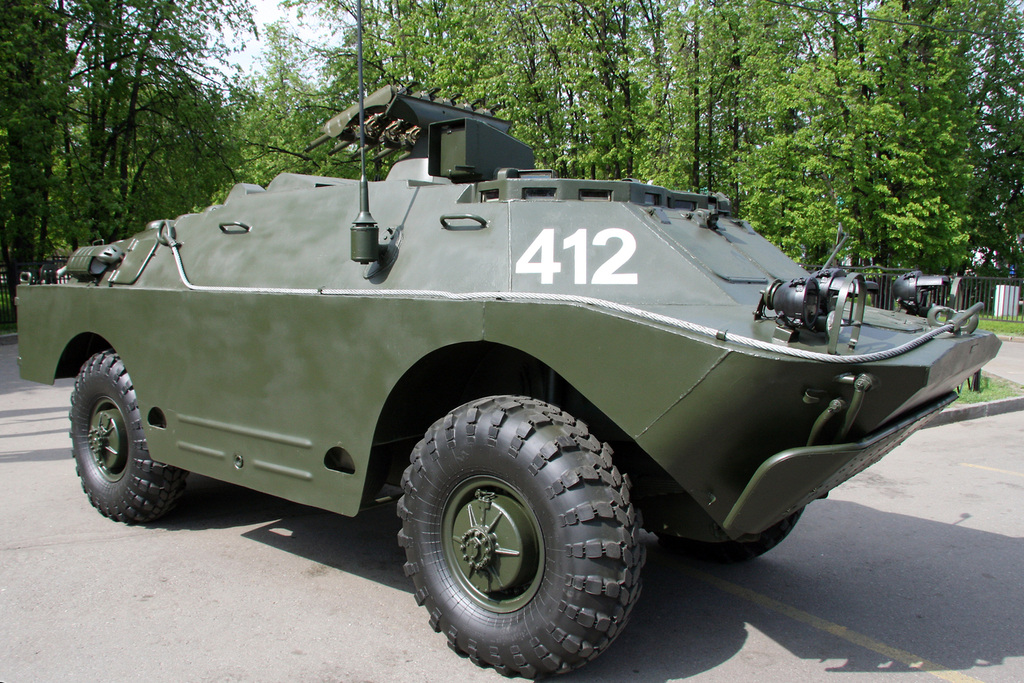
Un vehículo 9P148 que sirve como plataforma de tiro del 9M113 Konkurs.

Este misil ha sido diseñado para ser disparado desde vehículos, así como para ser usado desde las últimas versiones del sistema de lanzamiento de su similar, el 9M111. Instalado se considera una parte integral del blindado de reconocimiento BRDM-2, del transporte aeroportado BMD-2 y del vehículo blindado de infantería BMP-2. El misil se transporta almacenado en un contenedor/tubo de lanzamiento hecho de fibra de vidrio.
El sistema usa un generador de gases para expulsar al misil del tubo de lanzamiento. El propelente se eyecta de manera similar a un cañón sin retroceso. Al salir de su cañón, el misil llega a alcanzar una velocidad de hasta 80 m/s, y luego se acelera rápidamente hasta unos 200 m/s gracias a su motor de combustible sólido. Esta alta velocidad inicial de salida reduce significativamente la zona muerta del alcance del misil, desde su lanzamiento directo al objetivo, en lugar de hacerlo en un arco ascendente. En vuelo, el misil gira entre cinco a siete revoluciones por segundo.
El lanzador rastrea la posición de su blanco por medio de un bulbo infrarrojo incandescente alojado en la parte posterior del misil relativa a su blanco y transmite las instrucciones necesarias al misil mediante un cable fino, el cual es eyectado y tirado por el misil a su salida de su tubo de lanzamiento tras de sí. El sistema cuenta con una alarma que se acciona tras detectar sistemas de inactivación, similares al Shtora. El usuario puede entonces operarlo de forma manual, a la usanza de uno del tipo de guía manual. El sistema de guiado SACLOS cuenta con muchos beneficios por sobre los sistemas que usan el sistema de guía MCLOS. La puntería de dicho sistema se estima dentro del 90% de efectividad, siendo su desempeño probablemente comparable al de su contraparte estadounidense, el BGM-71 TOW o a materiales posteriormente desarrollados que se basan en el funcionamiento de un sistema de tipo SACLOS, como ciertas versiones del 9K11 Malyutka.

## Variantes
- 9M113 Konkurs (OTAN: AT-5 Spandrel, AT-5A Spandrel A)
- 9M113M Konkurs-M (OTAN: AT-5B Spandrel B) Con proyectil tipo tándem –con sonda explosiva extendida– de mayor poder de penetración. Su capacidad de perforación de blindaje es de 750–800 mm vs RHA. Adoptado en 1991.[6] Misil 9M113M 1990. Fagot/Kornet. Con proyectil de cabeza tipo tándem [800 mm (tras su explosión frente a una capa/blindaje ERA)]. 4,000 m [(3500 m en condiciones nocturnas (pasivo)]. Variante económica.[6][7]
- Tosan, Tosan-1,  Towsan-1, o  M113: Variante licenciada, producida en Irán.[8][3] 9M113M Konkurs-M (copia del AT-5B Spandrel B).[9] Introducido a inicios de los años 2000.[4][10] No se tiene claro si aún está en producción.[11][12] El misil y su sistema es usado básicamente por las tropas aerotransportadas y en vehículos blindados.[13]
- 9N131M1 – Versión modernizada.[3]
- 9N131M2-1 – Nueva versión, altamente modernizada.[3]

## Usuarios

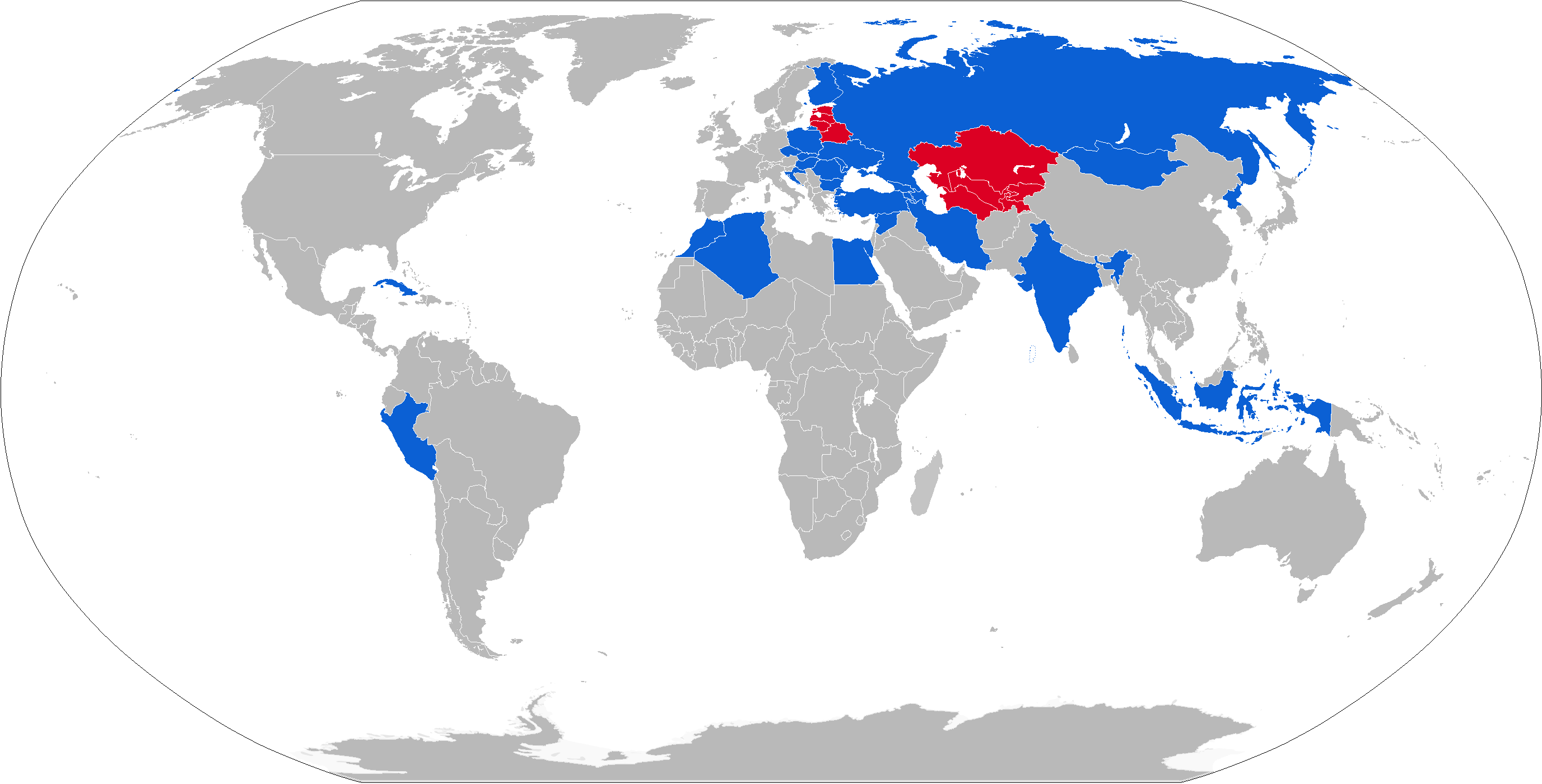
Mapa donde se señala a los países usuarios del 9M113 (en azul los actualmente activos, en rojo los anteriores).

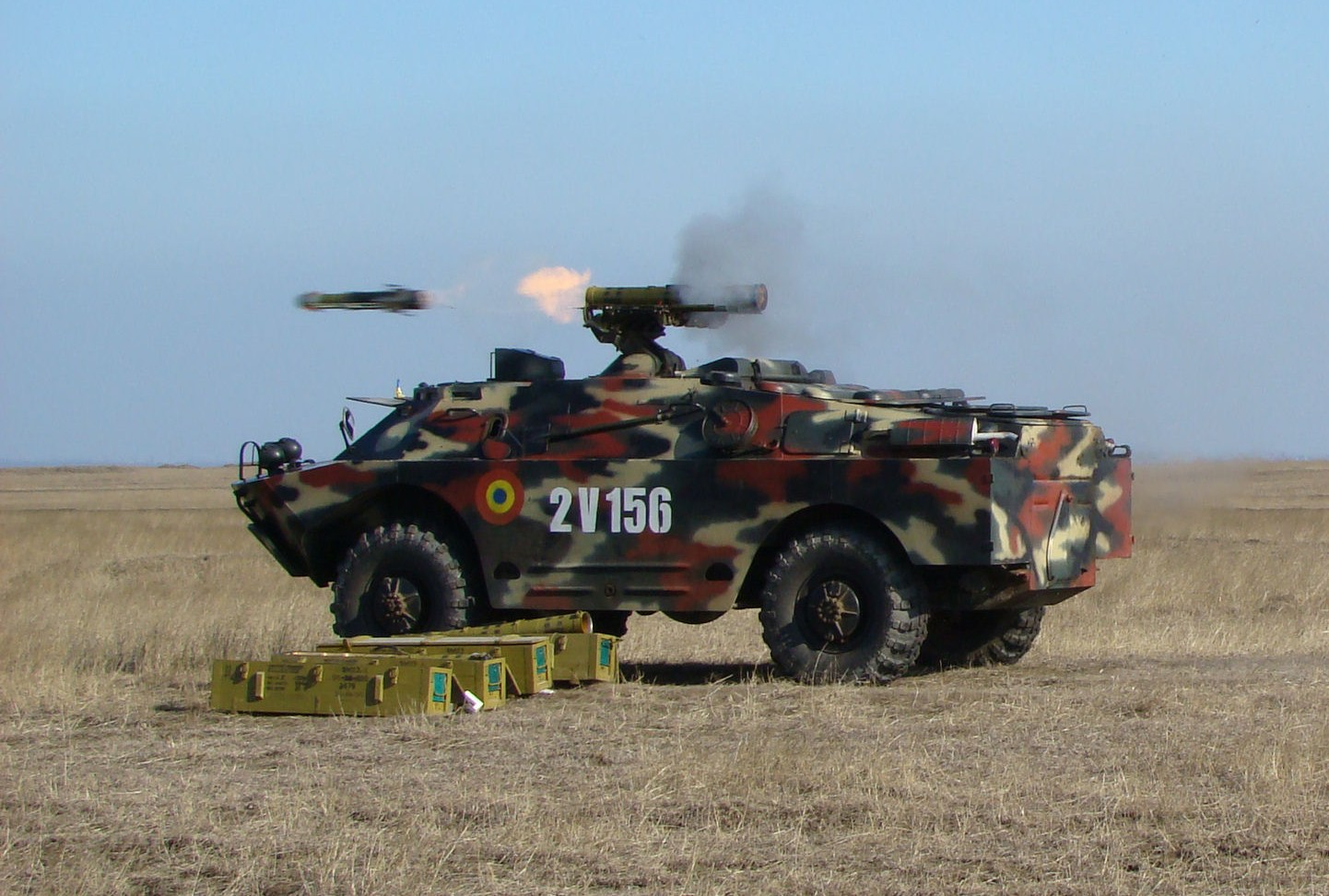
Un 9P148 rumano dispara un Konkurs durante unas maniobras militares

### Actuales
- Rusia – Han sido despachados a las Fuerzas Militares de Rusia cerca de 300 conjuntos del sistema Konkurs-M  anualmente los últimos años (2014).[14]
- Argelia[15][16] – usado por las unidades de infantería de medios mecanizados
- Armenia[17]
- Azerbaiyán
- Bulgaria
- Corea del Norte – producidos localmente sin licencia.
- Croacia[18]
- Cuba – no ha sido confirmado,
- República Checa
- Egipto – montado en los blindados de transporte de personal  Fahd, adquiridos en los 90's,
- Hungría
- Indonesia – montado en los blindados  de combate de infantería BVP-2, siendo operados por el Cuerpo de Infantería de Marina de Indonesia,
- India – 15,000 Konkurs-M, ordenados en 2008 por Rs 1380.000.000.[19][20] Otros 10,000 sistemas en la variante Konkurs-M fueron ordenados por un coste de US$ 250 millones.[21]
- Irán – producido domésticamente como el "Tosan-1"
- Irak
- Kazajistán[22]
- Marruecos[23]
- Mongolia
- Moldavia – usados en los BRDM-2
- Perú – usados en los M113 y en los BRDM-2
- Rumania
- Eslovaquia
- Turquía
- Siria[24]
- Yemen (Hutíes) – Usan la variante Tosan, supuestamente provista por Irán.[25][26][27][11]

### Usuarios anteriores
- República Democrática Alemana – producidos bajo licencia, pasados a su estado sucesor, para posteriormente ser retirados del servicio.
- Checoslovaquia – producidos bajo licencia, pasados a sus estados sucesores.
- Polonia – únicamente usados en las plataformas de lanzamiento de los vehículos 9P148, los cuales ya han sido retirados del servicio y vendidos/chatarrizados.
- Unión Soviética – Pasados a sus estados sucesores, retirados del servicio en Ucrania y Georgia.

-  Ucrania
-  Georgia

- Finlandia – Designados como PstOhj 82M, usan como plataforma de tiro el vehículo 9P135M-1. Actualmente se encuentran fuera de servicio.